# Dos mundos: Revolución
Dos mundos: Revolución é um álbum ao vivo do cantor mexicano Alejandro Fernández.